# 长蕊红山茶
长蕊红山茶（学名：Camellia longigyna）是山茶科山茶属的植物。分布在中国大陆的贵州等地，目前尚未由人工引种栽培。